# Pierre Pidoux

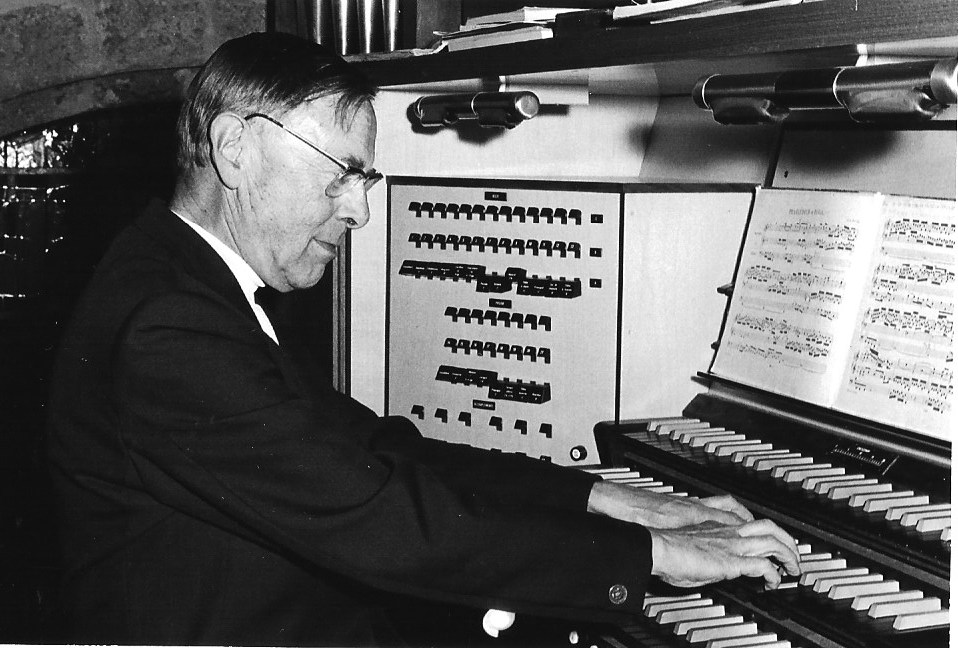
Pierre Pidoux in 1980

Pierre Pidoux (Neuchâtel, 4 maart 1905 – Genève, 16 juli 2001) was een Zwitserse theoloog, organist en musicoloog.

## Leven
De vader van Pidoux was een protestantse predikant, afkomstig uit Zwitserland, maar actief in België. Vanwege de Eerste Wereldoorlog] werd Pidoux naar Zwitserland gestuurd en groeide op in Neûchatel. Hij studeerde theologie in Lausanne aan de Eglise Libre en werd predikant in Winterthur. Na een bezoek aan Glasgow besloot hij orgel te gaan studeren aan het conservatorium van Genève. Hij stichtte het Choeur J.S. Bach in Lausanne, waar hij ook organist was (tot 1948). In 1948 werd hij organist in de Protestantse kerk van Montreux, waar hij zich ook vestigde. Tussen 1946 en 1965 doceerde hij hymnologie aan de Theologische faculteit in Lausanne; in 1964 ontving hij een eredoctoraat van de theologische faculteit.

## Werk
Pierre Pidoux specialiseerde zich in hymnologie en musicologie. Hoewel hij bij Bärenreiter veel oude muziek heeft uitgegeven (Gabrieli, Frescobaldi, Merulo, Kaufmann), is hij toch vooral bekend geworden als specialist van de geschiedenis van Hugenotenpsalter. Zijn magnum opus is de tweedelige uitgave van de teksten en melodieën van dat Psalter: Le psautier huguenot du XVIe siècle, i: Les mélodies; ii: Documents et bibliographie (Bazel, 1962). Pidoux spande zich ook erg in voor de Protestantse kerkmuziek (orgel, koor, en gemeentezang). Hij was mede-uitgever van Collection de Musique Protestante (vanaf 1935) en Cantate Domino. Hij was nauw betrokken bij de redactie en uitgave het nieuwe gezangboek van de Franssprekende Protestantse kerk van Zwitserland (1976). In 1967 was hij co-redacteur bij de uitgave van het complete werk van Claude Goudimel.